# Ataenius palmaritoensis
Ataenius palmaritoensis är en skalbaggsart som beskrevs av Zdzisława Stebnicka 2007. Ataenius palmaritoensis ingår i släktet Ataenius och familjen Aphodiidae. Inga underarter finns listade.